# Belita tanzt
Belita tanzt (Originaltitel Lady, Let’s Dance) ist ein US-amerikanischer Musicalfilm aus dem Jahr 1944 unter der Regie von Frank Woodruff. Belita und James Ellison spielen die Hauptrollen in diesem Eiskunstlauf-Musical, das auf einer Erzählung von Scott R. Dunlap fußt.
Der Film erhielt zwei Oscarnominierungen.

## Handlung
Die Rumbatänzer Manuelo und Dolores sind die Hauptattraktion im „Indian Springs Hotel“. Als Dolores schwanger wird, versichert der Künstleragent Jerry Gibson, Snodgrass, dem Manager des Hotels, dass er eine neue Tänzerin für die in zwei Tagen stattfindende Show finden werde. Manuelo und Timber Applegate, der Miteigentümer des Hotels ist, machen Jerry darauf aufmerksam, dass die Kellnerin Belita vor dem Krieg eine bekannte Tänzerin in Europa war.
Am Eröffnungsabend der Show kann Belita das Publikum begeistern. Ihr großes Talent erkennend, schickt Jerry sie nach Chicago, wo sie in der Show von Henry Busse auftreten soll. Trotz einiger Verwicklungen steigt Belita auch in Chicago  zum Star auf. Jerry indes ist von Snodgrass entlassen worden, weil er Belita hat gehen lassen. Er versucht, sich mit schlecht bezahlten Jobs über Wasser zu halten. Timber, der ihm helfen will, kann ihn nicht dazu bringen mit Belita Kontakt aufzunehmen, stattdessen tritt Jerry in die Armee ein. Monate sind vergangen, als Timber Jerry verwundet in einem nahegelegenen Krankenhaus aufspürt. Er sorgt dafür, dass Belita ihn am Krankenbett besucht. Nachdem es Jerry wieder besser geht und Belita und er sich ausgesprochen haben, begleitet Timber Jerry ins Theater. Dort tanzt Belita eine ganz besondere Eislaufnummer nur für Jerry, der in seinem Rollstuhl sitzt, und ihr voller Stolz zuschaut.

## Produktion und Hintergrund
Der Film hatte Weltpremiere in San Francisco am 5. April 1944.
Im Hollywood Reporter war zu lesen, dass Olive Hatch, eine Schwimmerin, die an den Olympischen Spielen teilgenommen hatte, am Film mitarbeitete sowie Mischa Panaieff, ein Star des russischen Balletts, und Belitas Tanzpartner in Paris und London. Monogram Pictures brachte diesen Film für die spanischsprachigen Länder in Spanisch heraus. Es war der erste Film, bei dem Monogram Pictures das tat.
Im Film ist auch Musik von Ludwig van Beethoven zu hören.

## Musiknummern
- Silver Shadows and Golden Dreams (Lew Pollack und Charles Newman)
- Happy Hearts, Days of the Beau Brummel, Lady, Let’s Dance (Dave Oppenheim und Ted Grouya)
- Ten Thousand Men and a Girl
- Salmente una Vez
- Rhumba, Rhumba
- Hot Lips

## Auszeichnungen
- 1945 war der Song Silver Shadows and Golden Dreams aus dem Film in der Kategorie „Bester Song“ für einen Oscar nominiert. Die Auszeichnung ging jedoch an Jimmy Van Heusen und Johnny Burke für ihr Lied Swinging on a Star aus dem Filmdrama  Der Weg zum Glück (Going My Way).
- Edward J. Kay war nominiert für die „Beste Filmmusik (Musikfilm)“. Der Oscar ging an Carmen Dragon und Morris Stoloff und den Film Es tanzt die Göttin (Cover Girl).